# Pikku-Orava
Pikku-Orava (с фин. — «Бельчонок») — анимированный персонаж, исполняющий тонким голоском, каким обычно говорят бурундуки и белки в диснеевских мультфильмах, кавер-версии популярных песен, в большинстве своём от рок-групп.

## Дискография
- Uusi Seedee (2006)
- Kesa Seedee (2007)
- Tosi Seedee (2007)
- Satu Seedee (2008)
- Также были выпущены немецкие сингл и альбом.

## Достижения
В 2006 году альбом Uusi Seedee занял первое место в национальном финском хит-параде Suomen virallinen lista в категории «Top 50 Albums», продержавшись в чартах в общей сложности 13 недель, а также получил платиновый статус (продажа более 30 тыс. экземпляров). Последующие два альбома также попали в чарт (Kesa Seedee — 6-е место, Tosi Seedee — 14-е место).